# Tovergroen
De term tovergroen staat voor TOepassen Voorzieningen voor vrachtverkeER waarmee vrachtauto's voorrang krijgen bij verkeerslichten op de doorgaande richting. Deze mogelijkheid is ontwikkeld door de Nederlandse provincie Noord-Brabant en vindt enige navolging in overige Nederlandse provincies. Met tovergroen wordt de verkeersveiligheid en de doorstroming voor vrachtverkeer op de doorgaande richting licht verbeterd. De zijrichtingen moeten meestal iets langer wachten door tovergroen. 

## Noord-Brabant
De provincie Noord-Brabant zocht naar mogelijkheden om zonder de infrastructuur fysiek aan te passen het vrachtverkeer voorrang te geven bij verkeerslichten. De provincie is van mening dat deze groep verkeer de motor van de maatschappij is, daardoor onze economie draaiende houdt en dus voorrang verdient op ander verkeer. 

## Werking
Op 300 meter voor de stopstreep van het verkeerslicht worden twee detectielussen neergelegd die het vrachtverkeer herkennen. Afhankelijk van het overige verkeersaanbod, de snelheid van het vrachtverkeer en de tijd waarop het verkeerslicht al groen licht heeft, neemt het verkeerslicht de beslissing de aankomende vrachtauto juist wel of geen groen licht te geven. Als het vrachtverkeer door kan rijden, gaat er een informatiepaneel branden aan de zijkant van de weg. 

## Uitkomsten onderzoek
Uit een evaluatie van de provincie Noord-Brabant op de N629 en de N261 is het volgende gebleken:
- Tovergroen leidt tot minder stilkomende vrachtwagens
- Tovergroen leidt tot het minder door rood rijden
- Het aantal keren dat het groene licht wordt getoond daalt
- Tovergroen leidt tot hogere wachttijden voor verkeer uit zijrichtingen op de rustige momenten

Uit een enquête met weggebruikers is gebleken dat zij in 62% van de gevallen tevreden zijn over de werking van Tovergroen.

## Effecten voor het milieu
Tovergroen wordt ook weleens aangewezen als een middel om het milieu te verbeteren. Of dit ook zo is kan niet worden aangetoond. Het is namelijk onduidelijk of de positieve effecten van Tovergroen opwegen tegen de negatieve milieueffecten. Aangenomen mag worden dat hier wel enige winst te behalen valt aangezien het vrachtverkeer meestal zwaardere motoren bezit en dus meer brandstof verbruikt dan het autoverkeer. Bovendien zorgt het extra groen voor vrachtverkeer voor minder geluidsoverlast.

## Toepassing
Op basis van de uitkomsten heeft de provincie Noord-Brabant dan ook besloten om op meerdere plaatsen Tovergroen toe te passen. Het aantal locaties is tot 2008 inmiddels uitgebreid. Ook promoot de provincie dit systeem aan andere wegbeheerders, waardoor nu ook de provincies Zeeland, Zuid-Holland, Utrecht en Limburg over zijn gegaan tot het plaatsen van Tovergroen.
Op 1 mei 2012 maakt bouwbedrijf Heijmans uit Rosmalen bekend Tovergroen op de N59 te zullen toepassen bij de reconstructie van de kruisingen in Oosterland (Zeeland).